# 노오지 분기점
노오지 분기점(老吾地分岐點, No-oji Junction, 노오지JC)은 인천광역시 계양구 귤현동에 설치된 수도권제1순환고속도로와 인천국제공항고속도로가 만나는 분기점이다. 분기점 명칭은 계양동의 법정동인 노오지동에서 유래하였으나, 명칭과는 달리 귤현동에 속한다.

## 연혁
- 2000년 11월 21일 : 인천국제공항고속도로 개통과 함께 영업 개시[1]

## 구조물 정보
- 위치: 인천광역시 계양구 귤현동

## 특이 사항
수도권제1순환고속도로에서 인천국제공항고속도로 고양 방향으로의 진출과 인천국제공항고속도로 인천국제공항 방향에서 수도권제1순환고속도로로의 진출은 불가능하며, 이 경우에는 인천국제공항고속도로 인천국제공항 방향에서 인천공항 요금소 내에 설치된 회차로를 통해 고양 방향으로 회차해야 한다. 장기적으로는 노오지 분기점에서는 주변 도로망에 따른 교통 혼잡 완화 및 분산 효과를 위해 올림픽대로와의 통행을 용이하게 할 수 있도록 추후 진입로를 추가로 설치할 예정이다.

## 접속하는 노선

### 고양・성남방면
- 수도권제1순환고속도로 (21번)

### 인천국제공항・고양방면
- 인천국제공항고속도로 (6번)